# El Valle (sopka)
El Valle je masivní v současnosti neaktivní stratovulkán, který se nachází v centrální části Panamy, asi 80 km jihozápadně od hlavního města Ciudad de Panamá. Sopka leží na starší, 6 km široké pleistocenní kaldeře El Valle de Antón, jež vznikla přibližně před 1,1 milionu let. El Valle má druhý největší sopečný kráter na světě (5 x 8 km).
Postkalderové stadium vulkanismu s sebou přineslo vznik komplexu tří dacitových lávových dómů nazvaných Cerro Pajita, Cerro Gaital, a Cerro Caracoral, jakož i sérii erupcí pliniovského typu, jež vyprodukovaly značné objemy pyroklastických proudů, jejichž depozity se nacházejí až ve vzdálenosti 25 km jižním směrem, nedaleko pobřeží Tichého oceánu. Sopečná činnost El Valle skončila asi před 13 000 roky. V současnosti je zdejší oblast předmětem geofyzikálního průzkumu.
V kráteru sopky se rozkládá údolí s úrodnou lávovou půdou, jež poskytuje vynikající podmínky pro faunu i flóru. K zástupcům zdejší zvířeny patří mimo jiné „zlaté“ žáby (atelopus panamský), modří motýli (Morpho menelaus) a mnoho druhů ptactva, například kolibříků, tangar, lejsků, holubů či datlů.